# Mainau
Mainauⓘ là một đảo ở hồ Bodensee (nằm trên bờ phía Nam của hồ Überlinger See gần thành phố Konstanz, huyện Konstanz bang Baden-Württemberg, Đức). Với diện tích khoảng 45 ha nó là đảo lớn thứ ba của hồ này. Đảo được duy trì như một vườn đảo và là một mô hình xuất chúng của những thực hiện môi trường sinh sống. Về mặt hành chính, đảo này là một phần của thành phố Konstanz kể từ ngày 1 tháng 12 năm 1971, khi xã Litzelstetten, Mainau thuộc vào xã này, đã nhập vào Konstanz.
Đảo này thuộc quỹ Lennart Bernadotte, được lập ra bởi hoàng tử Lennart, Bá tước Bernadotte af Wisborg, trước đây là hoàng tử của Thụy Điển và Công tước của Småland. Mainau là một trong những địa điểm lôi cuốn du khách nhất tại hồ Bodensee. Ngoài bông hoa còn có một công viên với phong cảnh nhìn ra hồ. Ngoài ra còn có một nhà kính với khí hậu nhiệt đới và cả ngàn con bướm.
Vịnh Mainau cũng có một hội thuyền bườm của đại học Konstanz.

## Dân số
Đảo Mainau chỉ có ít dân. Tự điển hội đàm Meyer 1888 chỉ ghi số dân là 28. Lúc kiểm tra dân số 1961 thì có dân số là 123. Theo ước đoán vào năm 2008 số dân đã tăng lên thành 185 người

## Công viên và vườn hoa
Mainau là một đảo hoa nổi tiếng nhờ các công viên và các khu vườn của nó. Frederick I, Đại Công tước Baden, tạo vườn cây sưu tầm của hòn đảo, mà bây giờ có 500 loài cây rụng lá và các cây thông, rất nhiều cây lạ và có giá trị, bao gồm cả những mẫu rất đẹp của Cự sam (Sequoiadendron giganteum) (1864) và Thủy sam (Metasequoia glyptostroboides) (1952). Hòn đảo này cũng chứa khoảng 200 loại hoa thuộc chi Đỗ quyên (rhododendron và Azaleas) khác nhau.
Vườn hồng kiểu Ý được thiết kế dạng hình học với giàn che, tác phẩm điêu khắc, đài phun nước, và bao gồm khoảng 500 loại hoa hồng. Các bậc thang Địa Trung Hải có các cây trồng trong chậu ở các nước ngoài đưa vào, trong đó có những cây họ Cau, cây thuộc chi Thùa, xương rồng và hoa giấy. Toàn thể đảo chứa khoảng 30.000 bụi cây hoa hồng từ 1.200 giống, và khoảng 20.000 cây thuộc chi Cúc Thược dược từ 250 giống.

## Hình ảnh

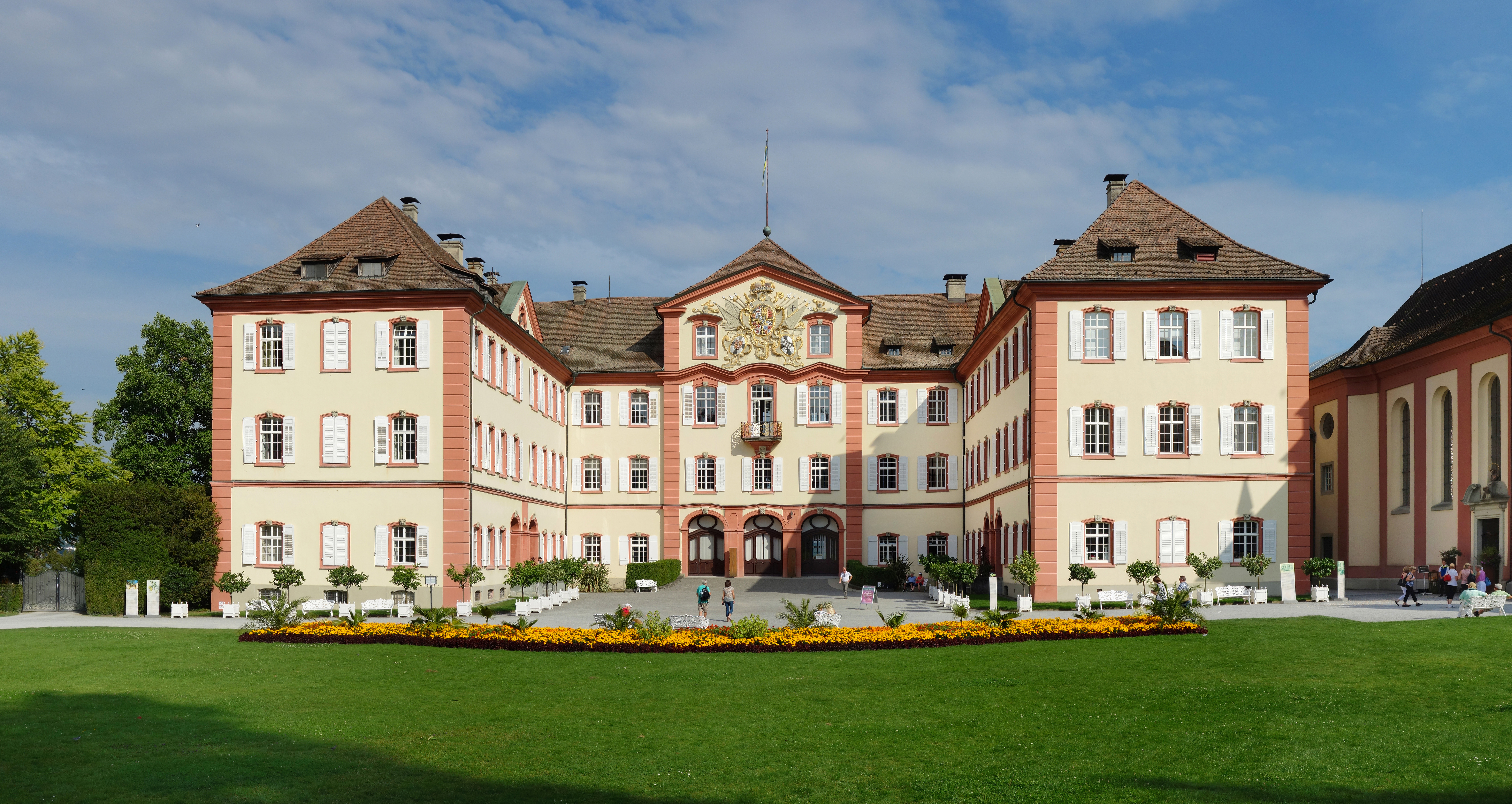
Lâu đài Mainau
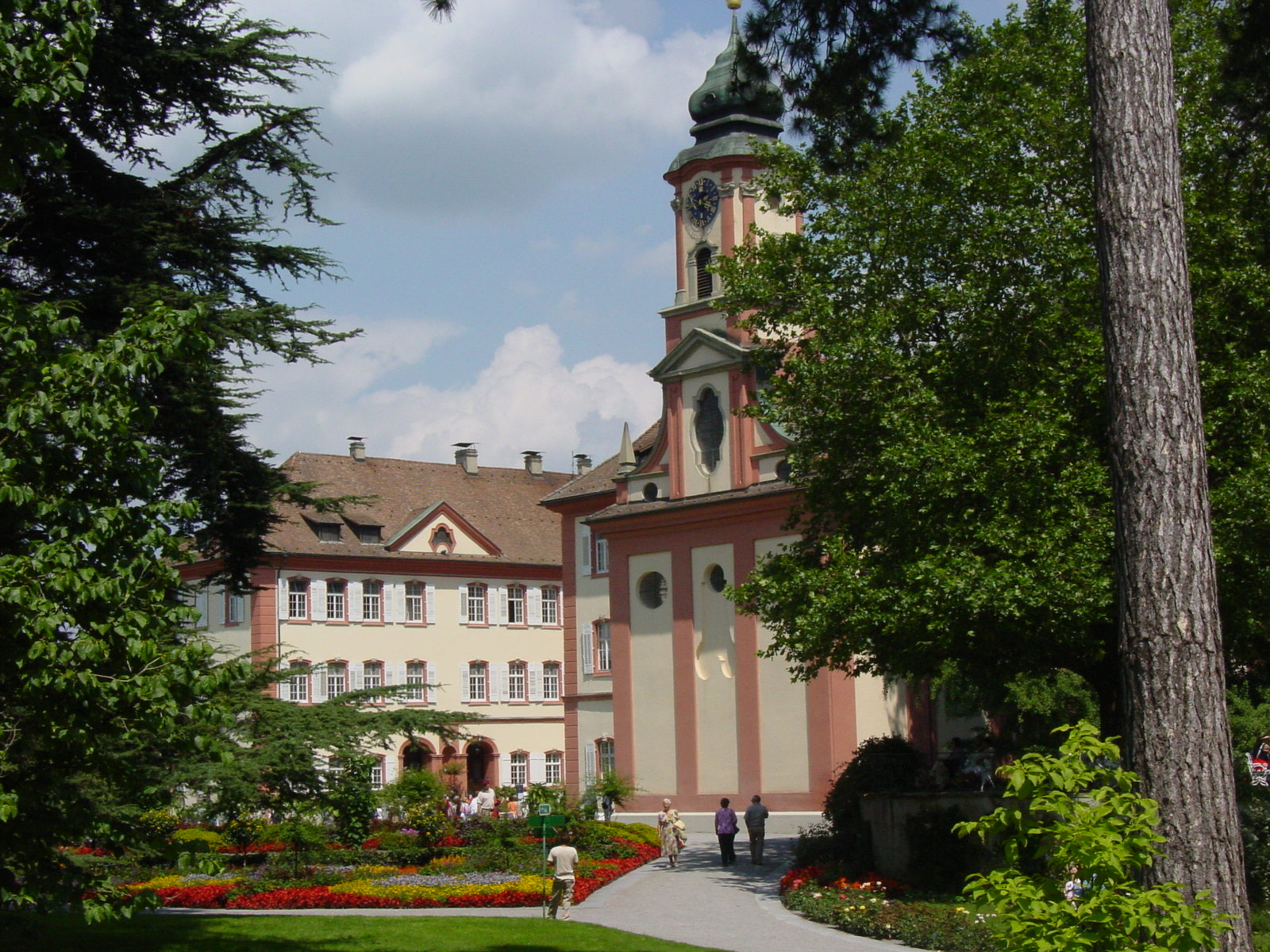
Những vườn của lâu đài tại Mainau phần lớn được tạo ra bởi Lennart Bernadotte
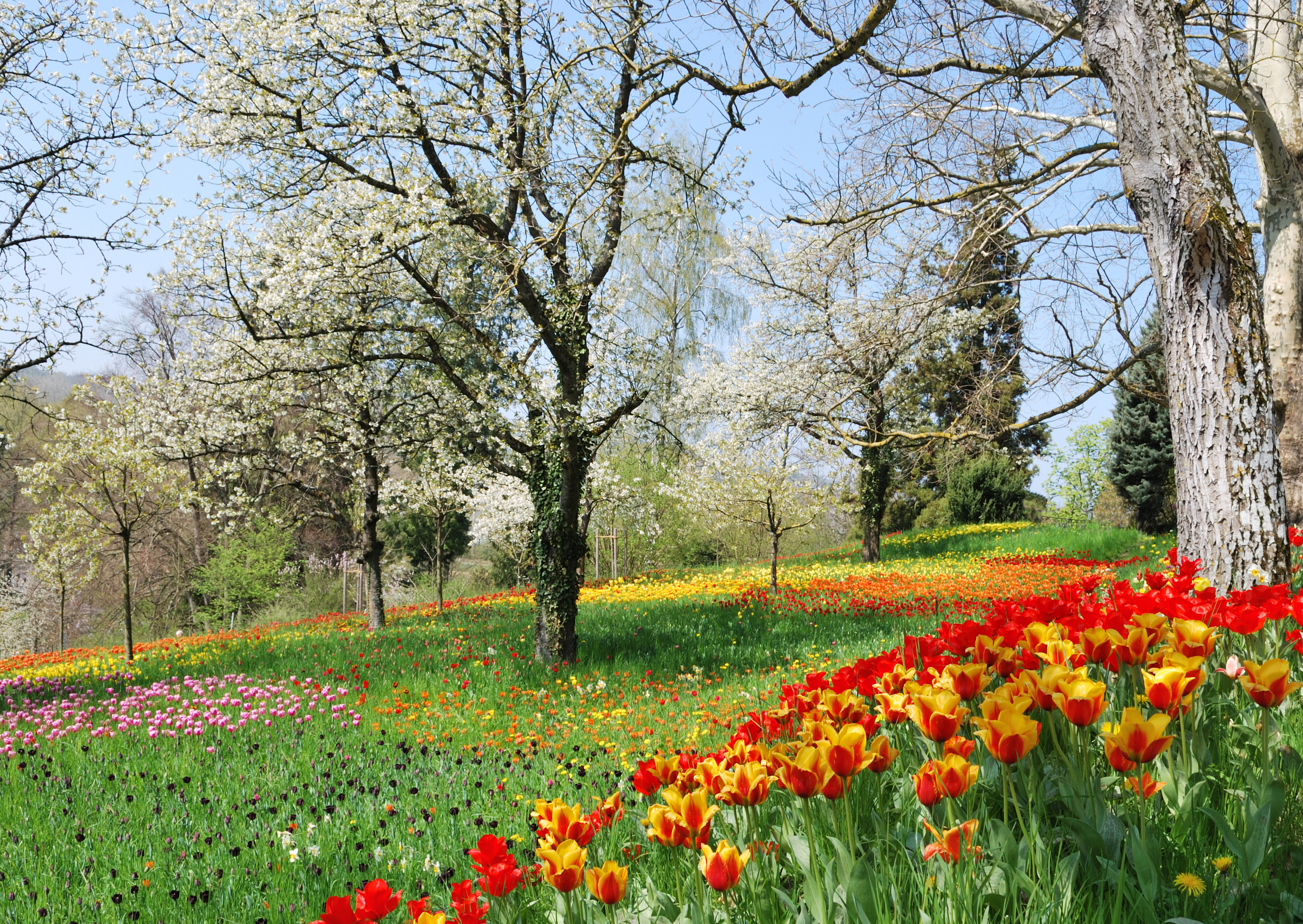
Mainau, mùa hoa tulip
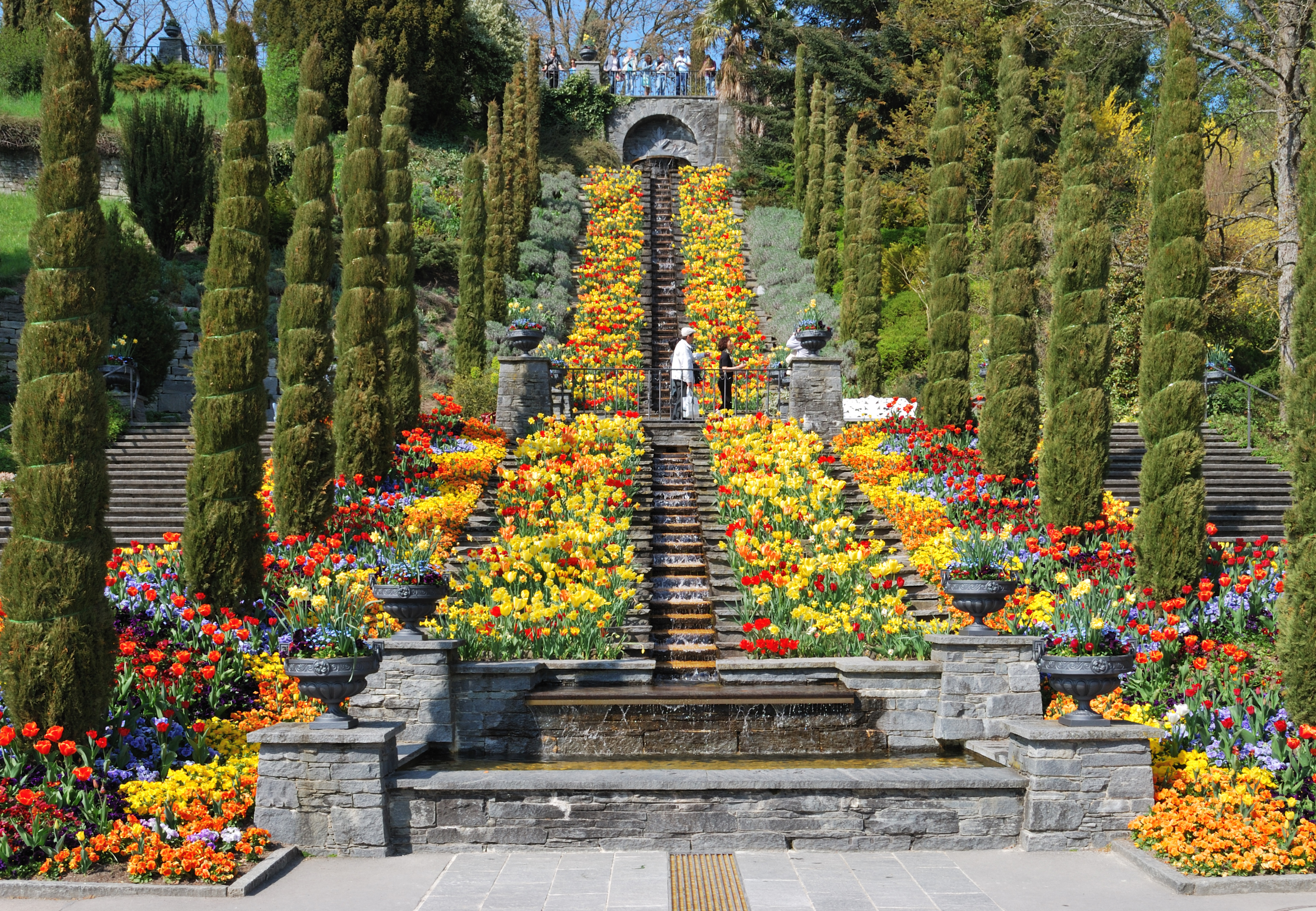
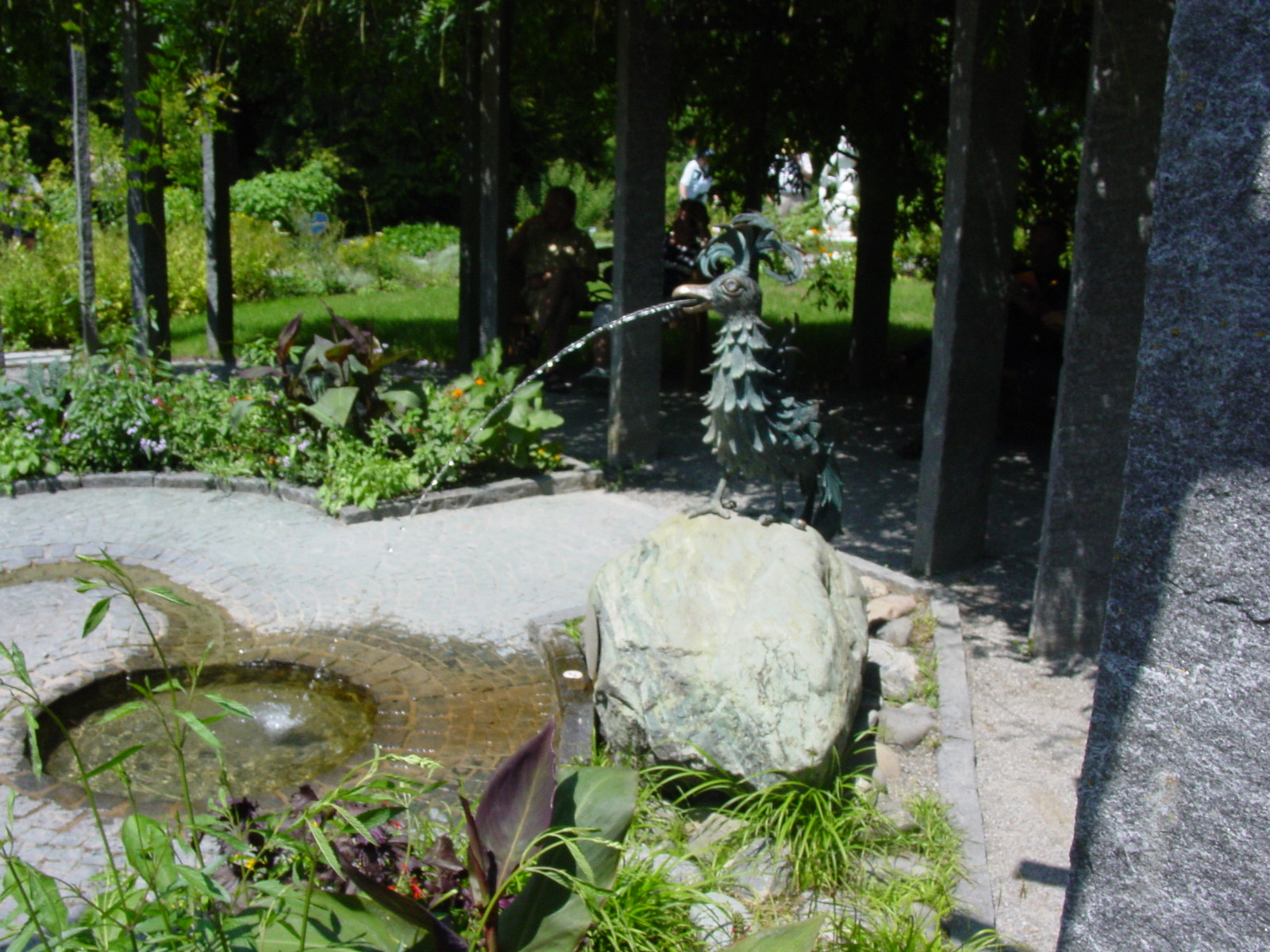
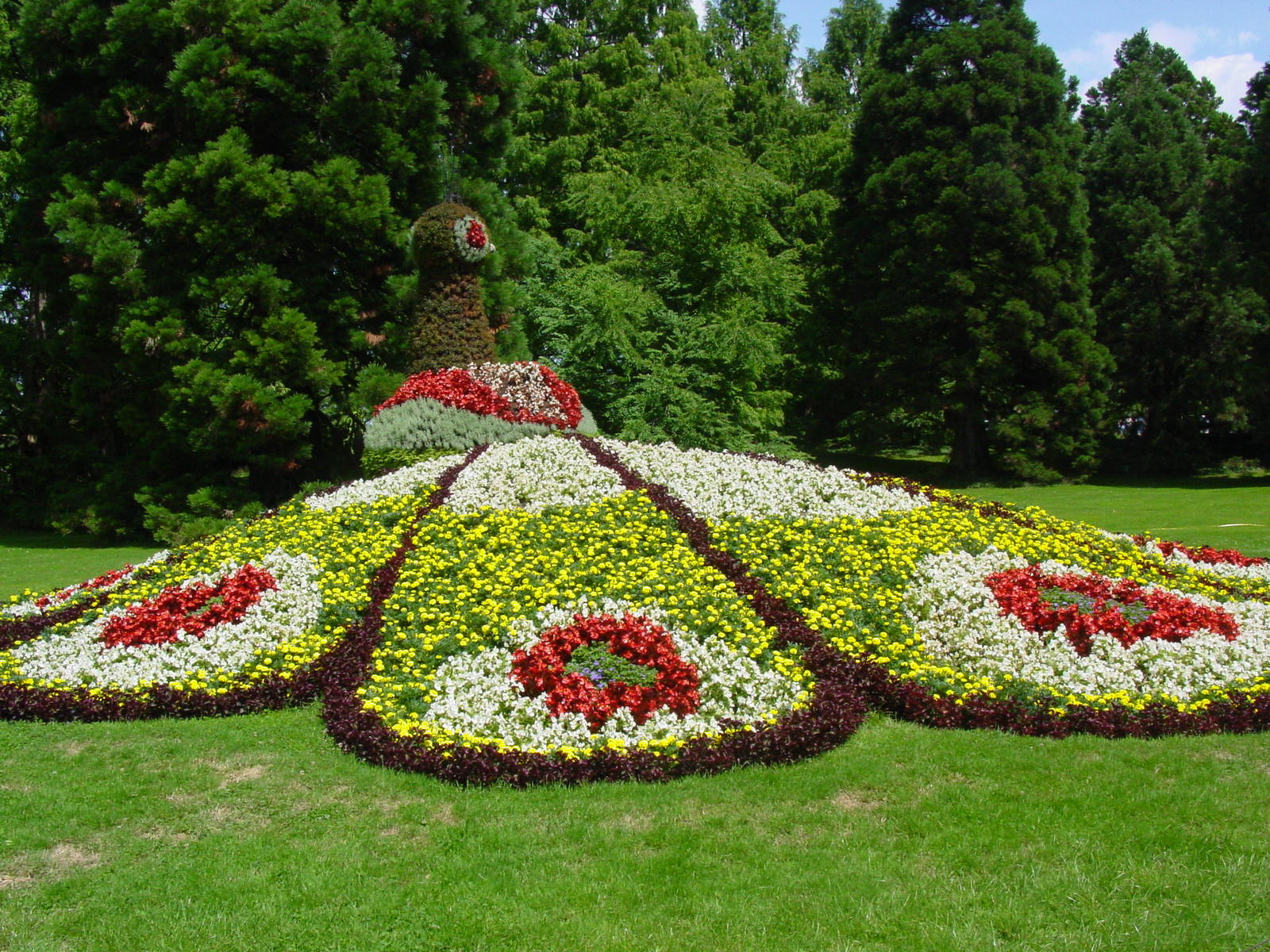
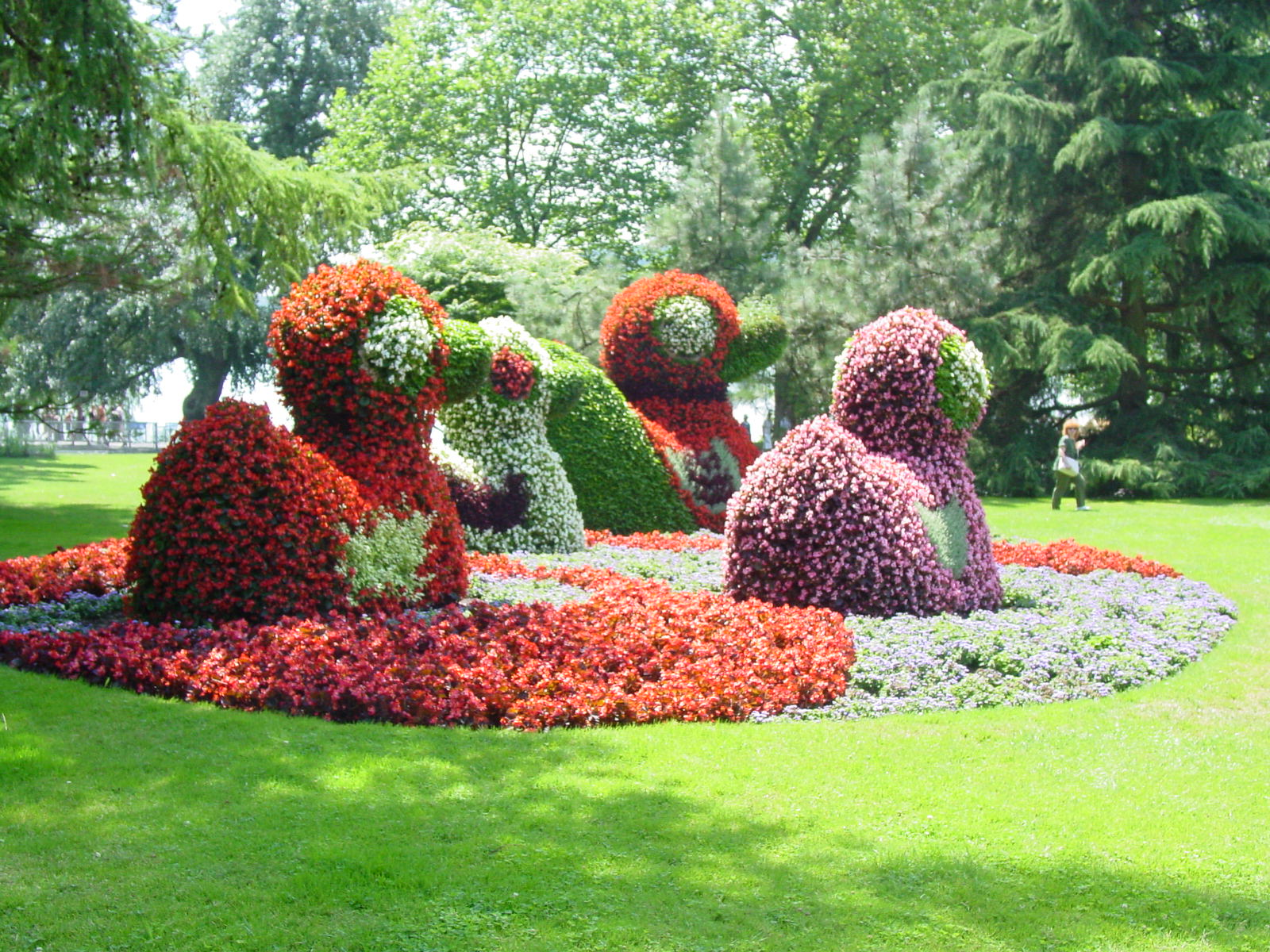
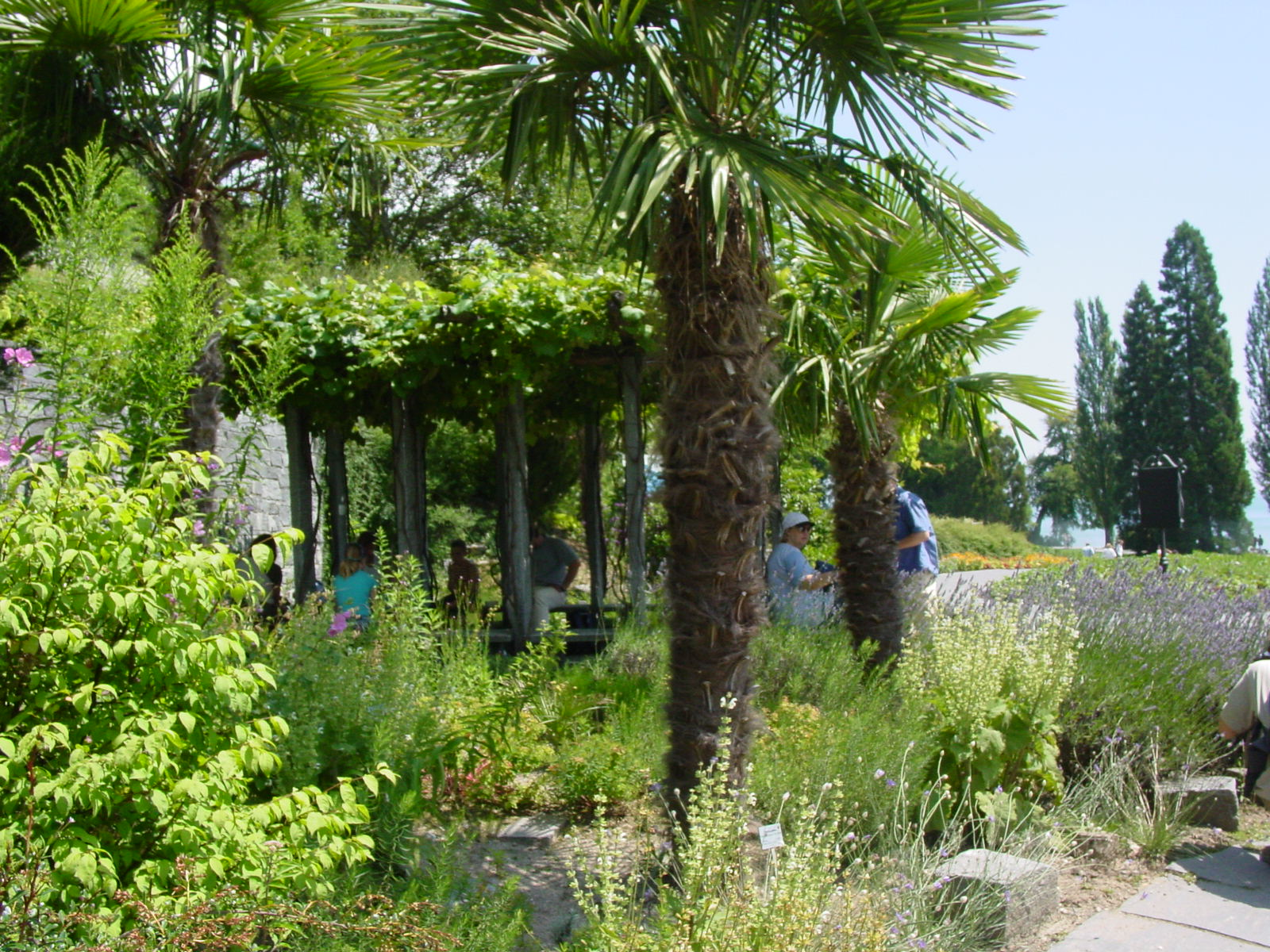
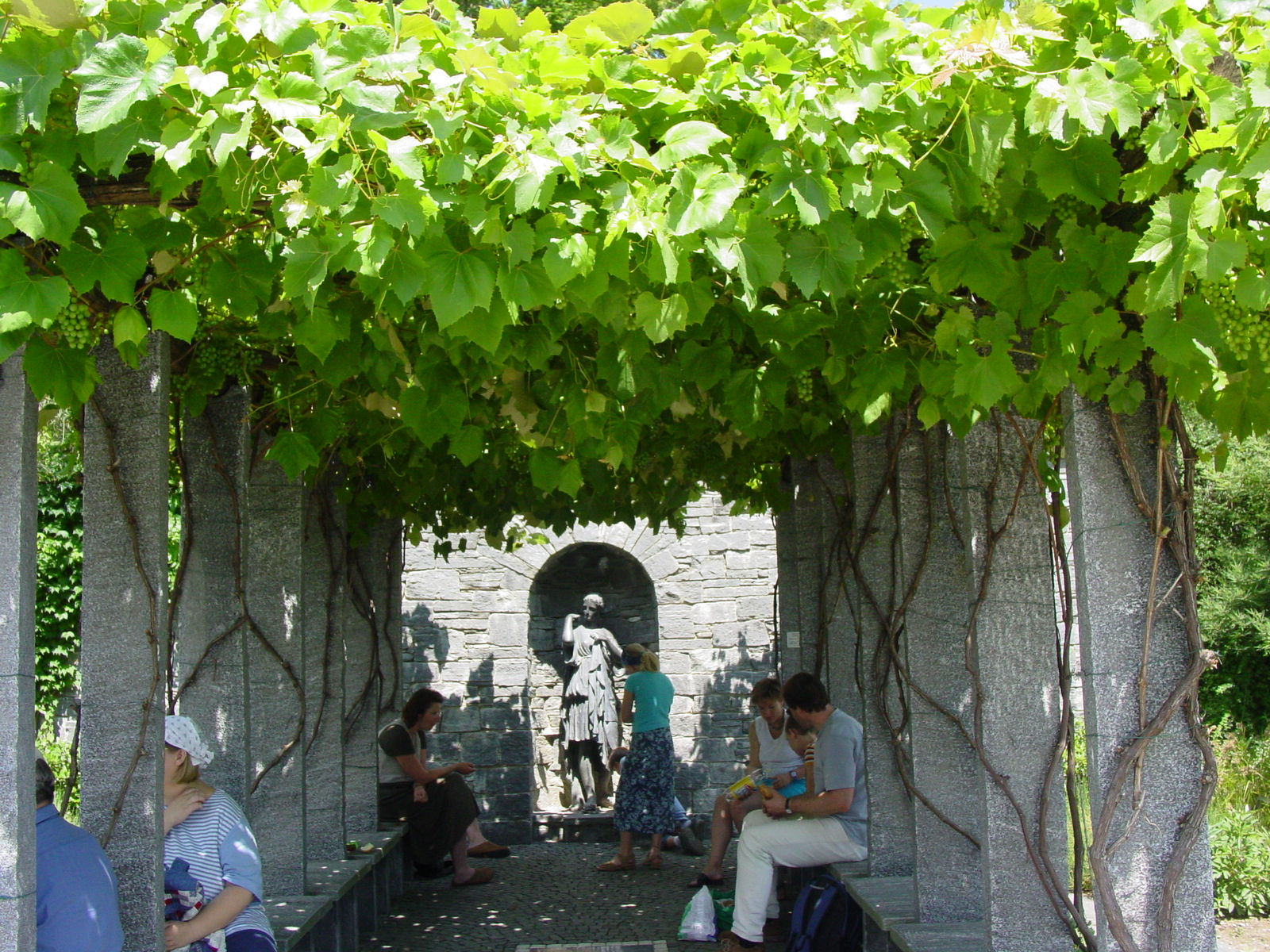
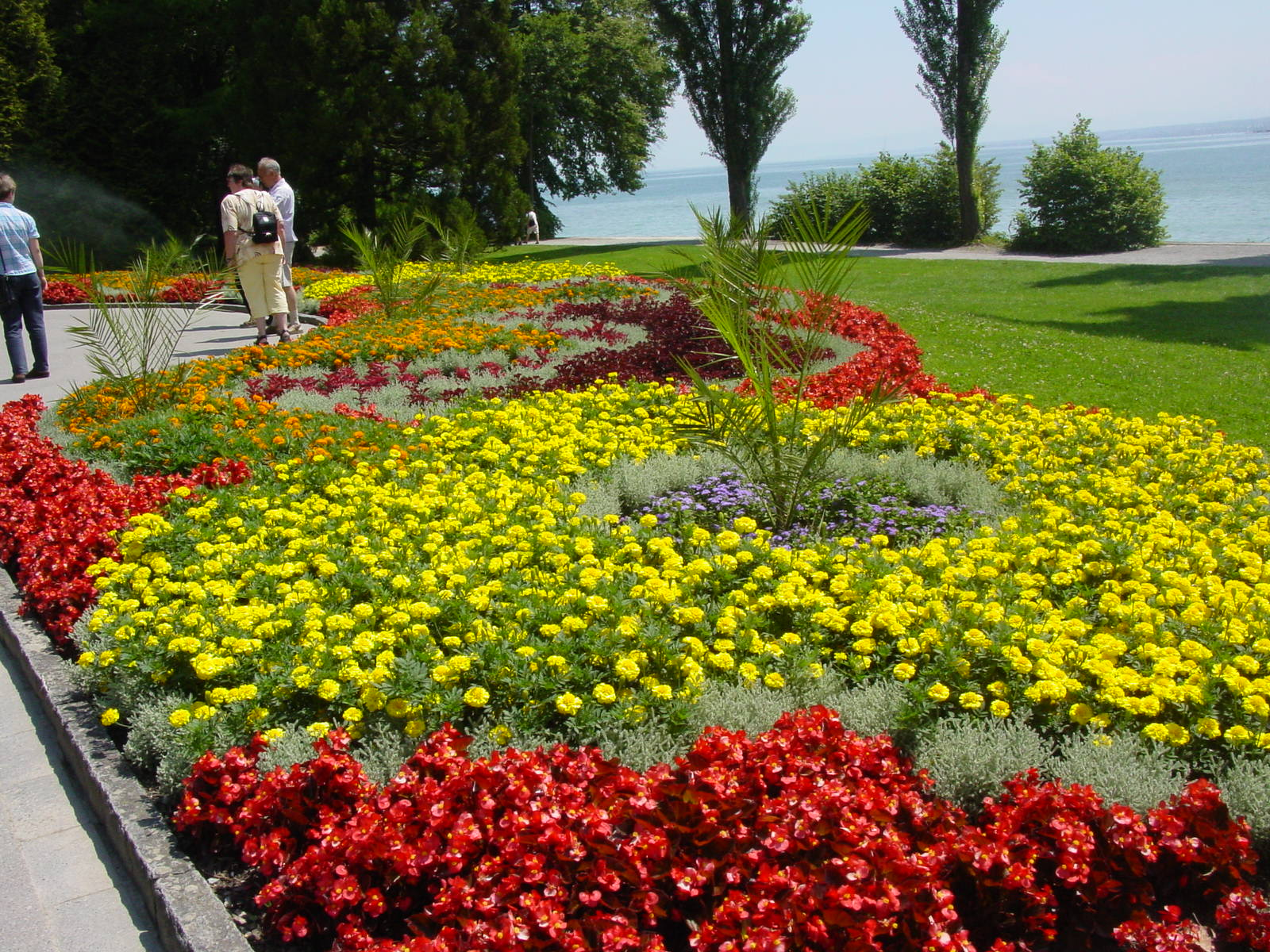
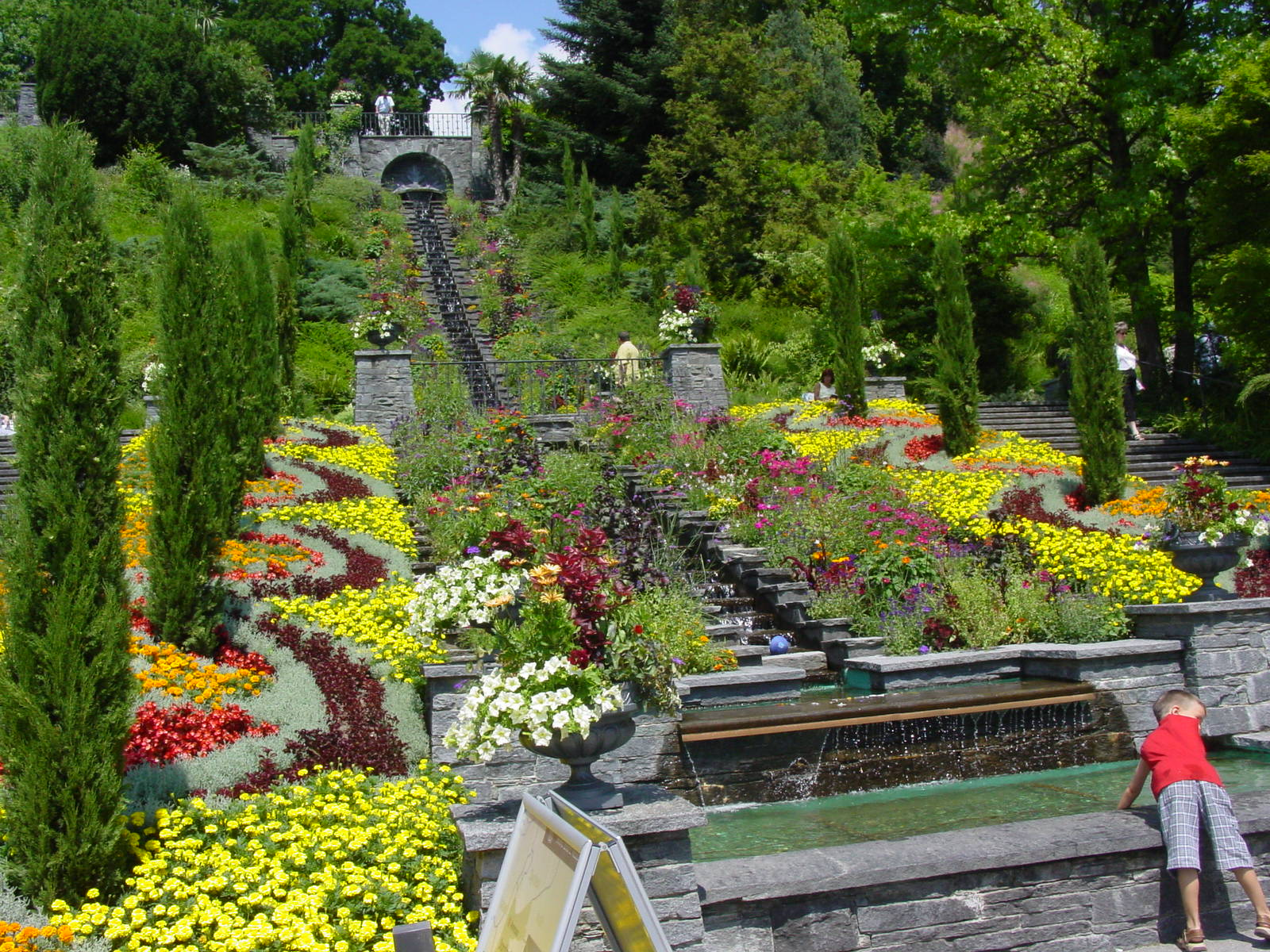
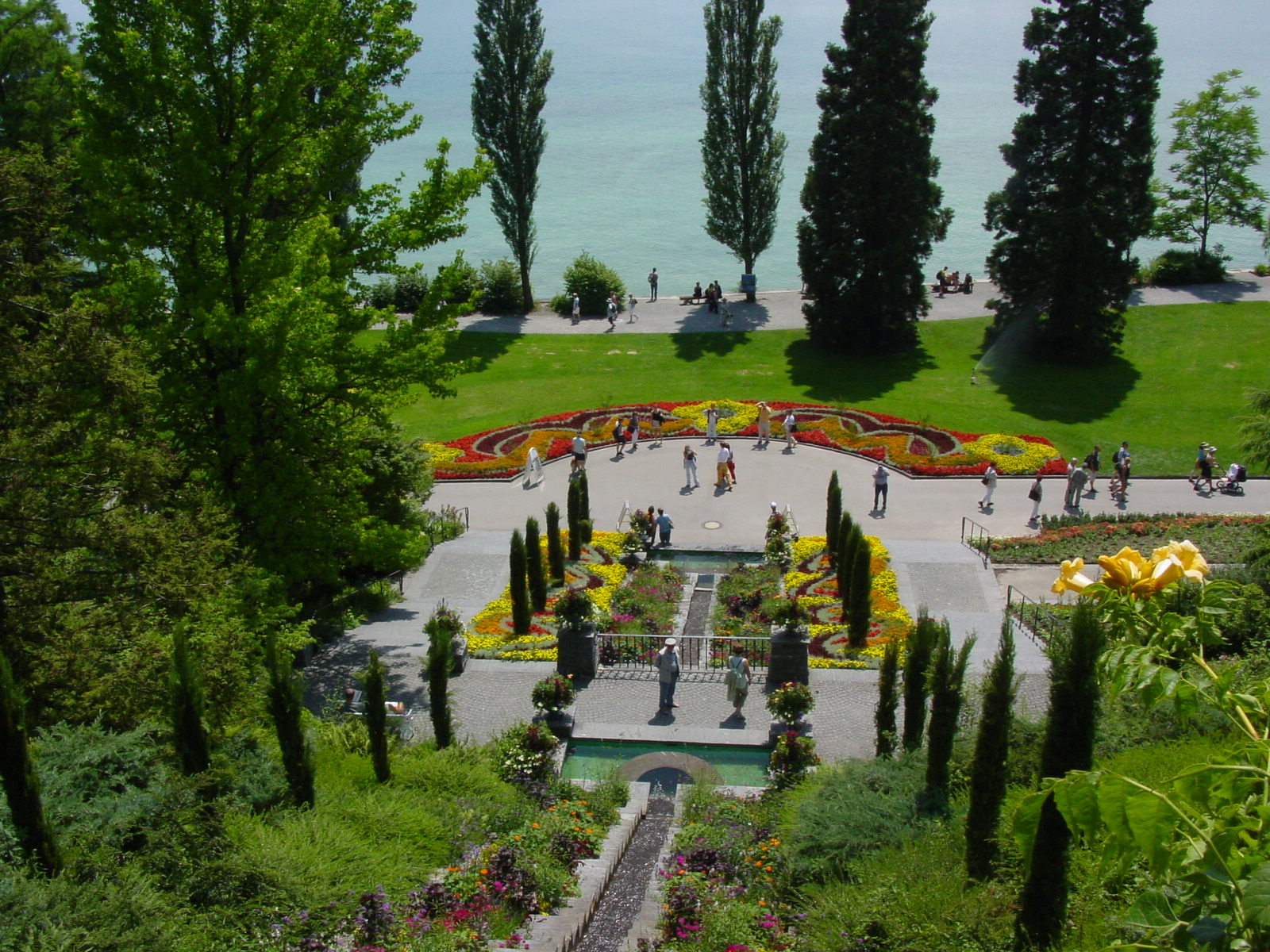
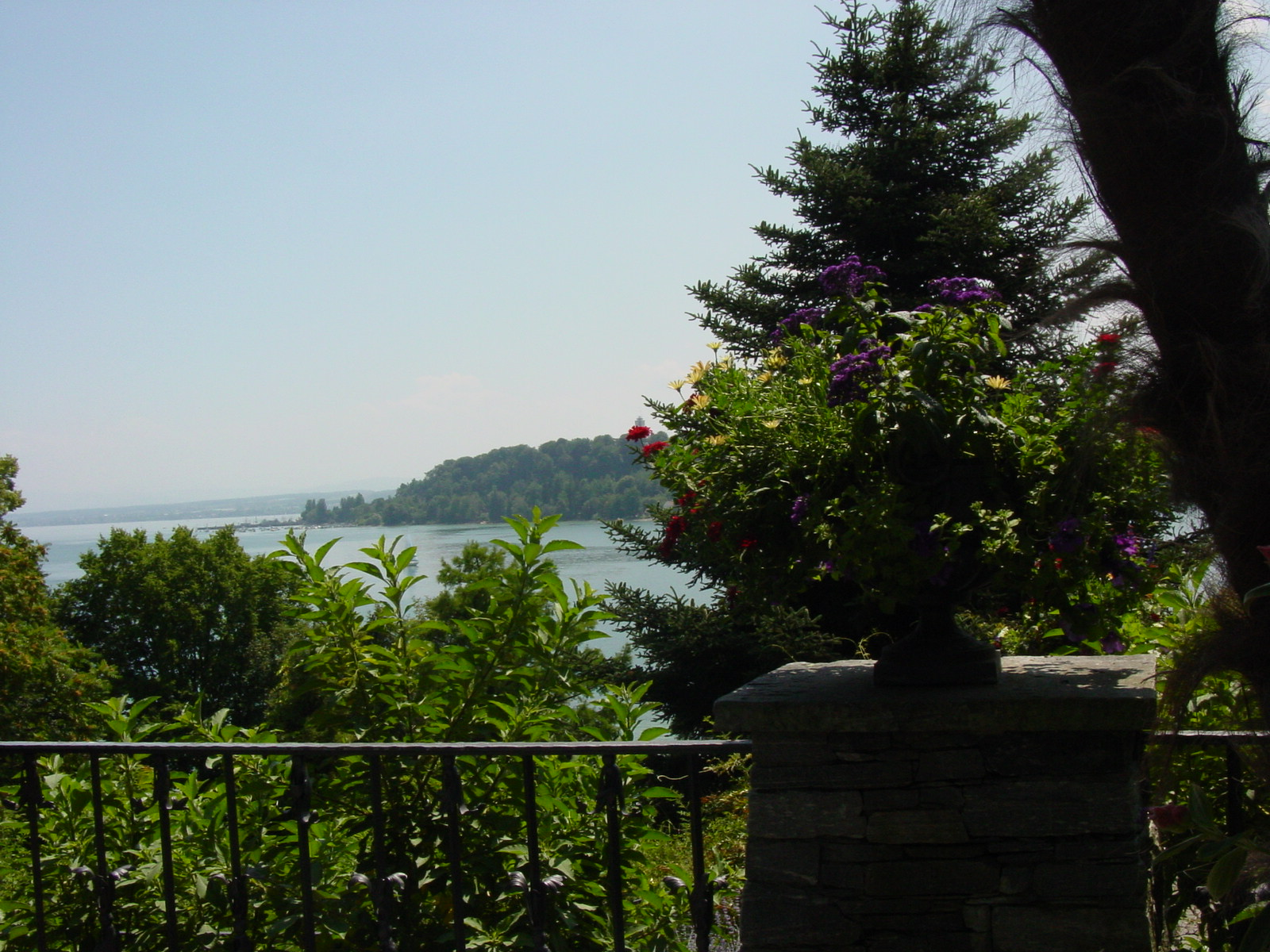
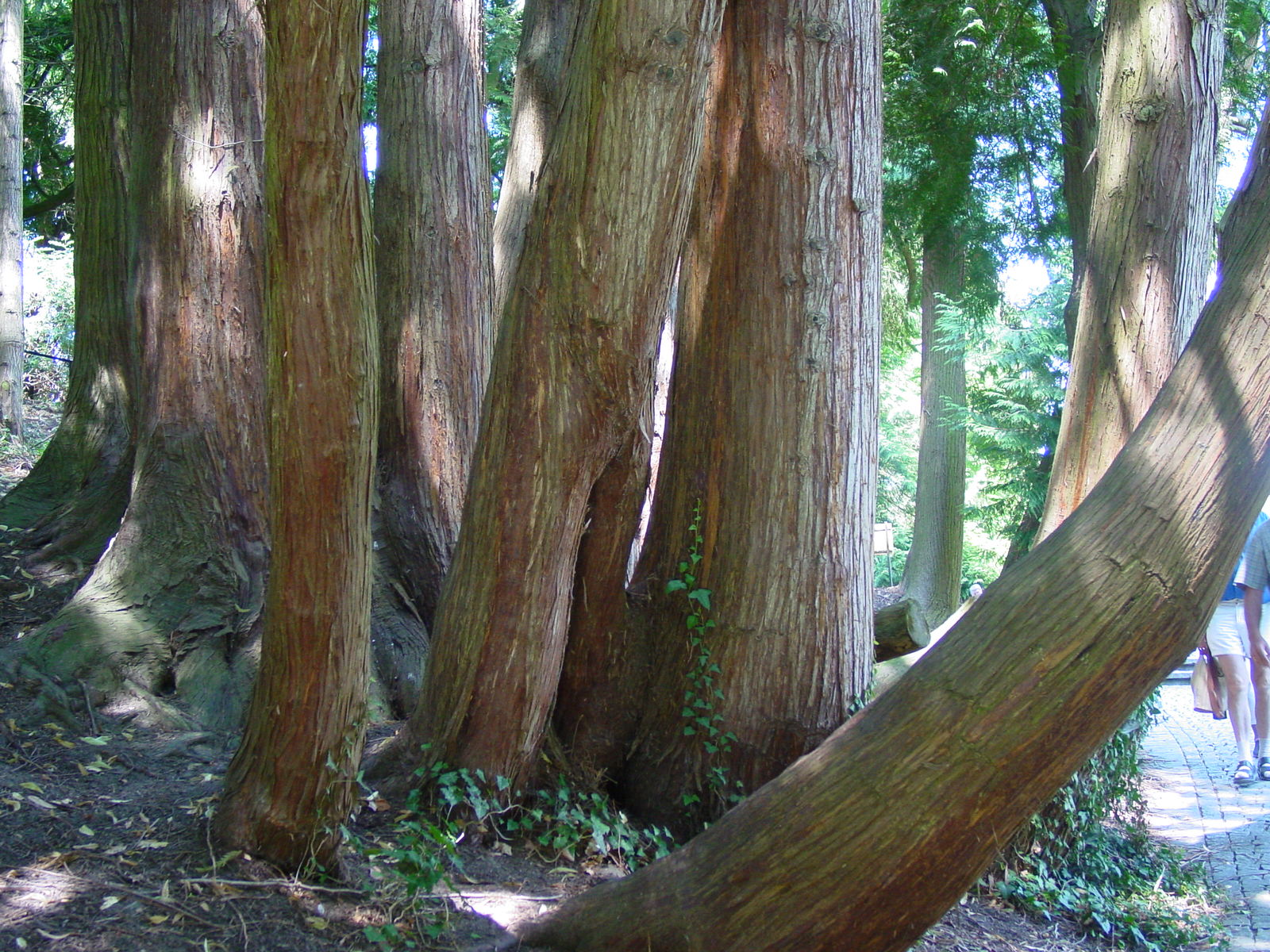
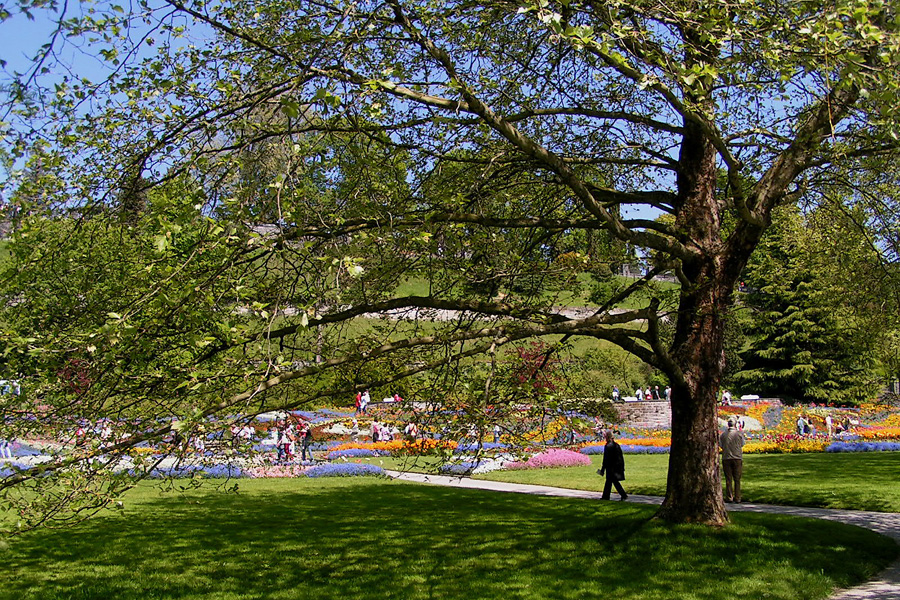
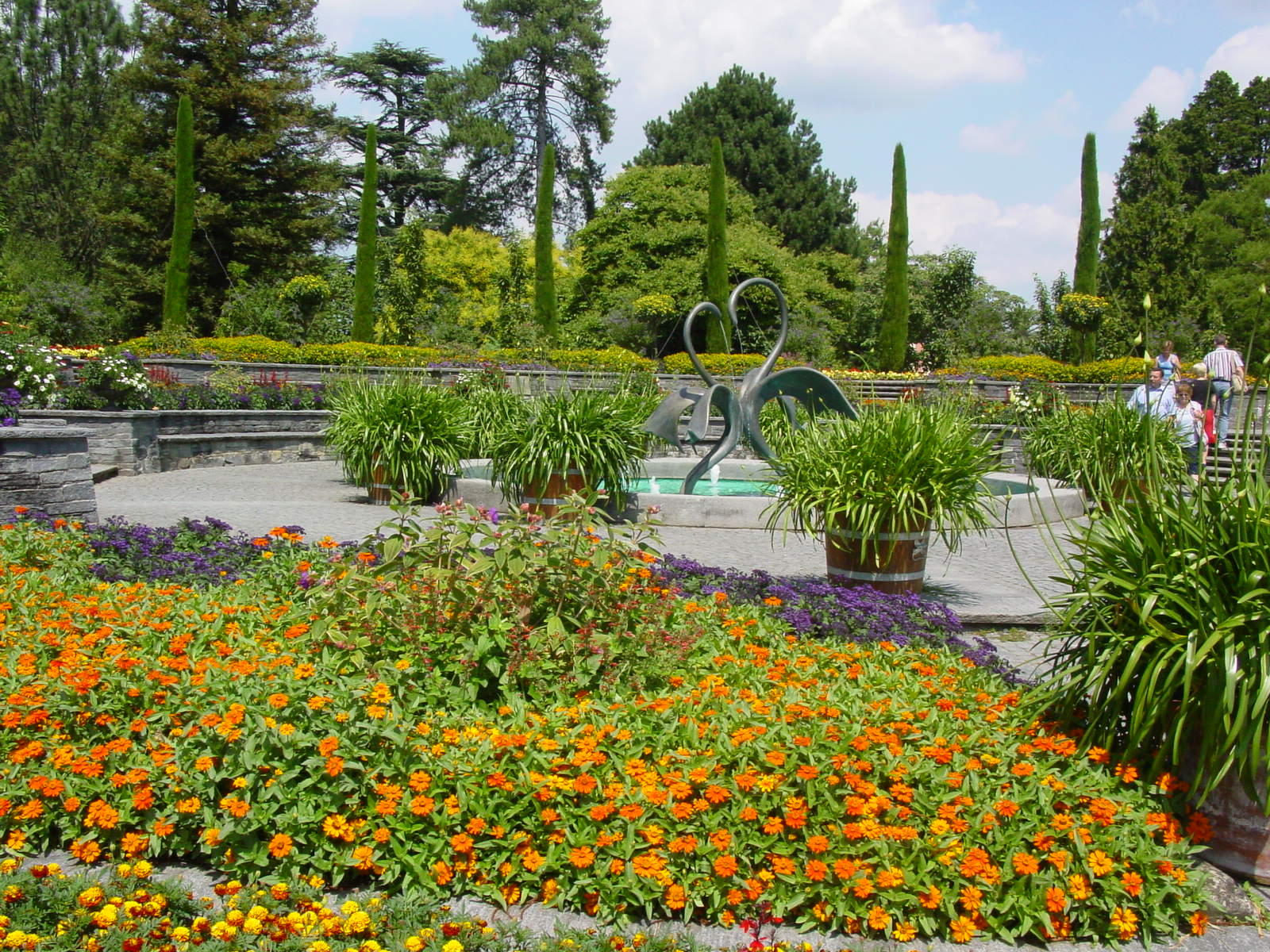
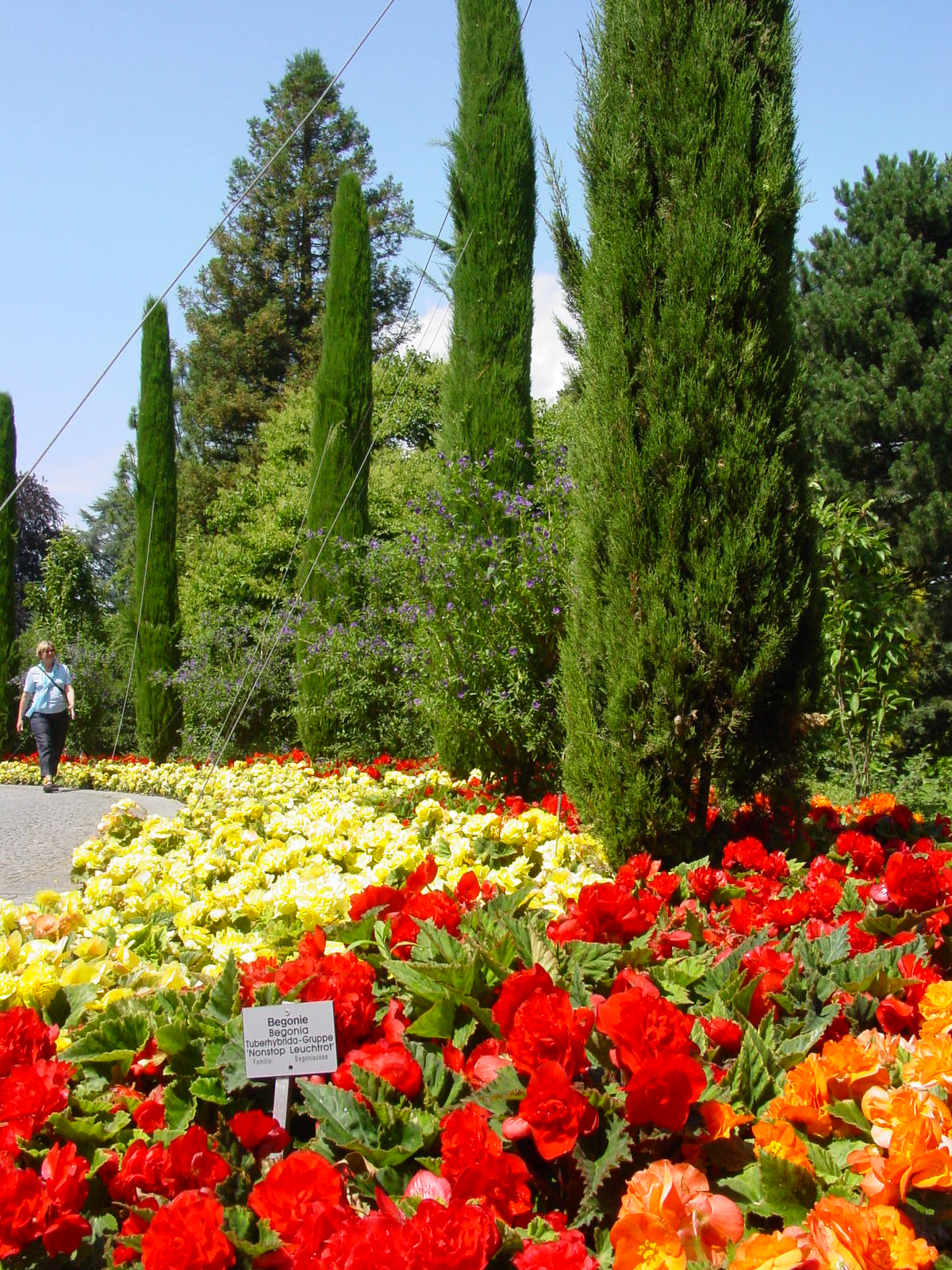
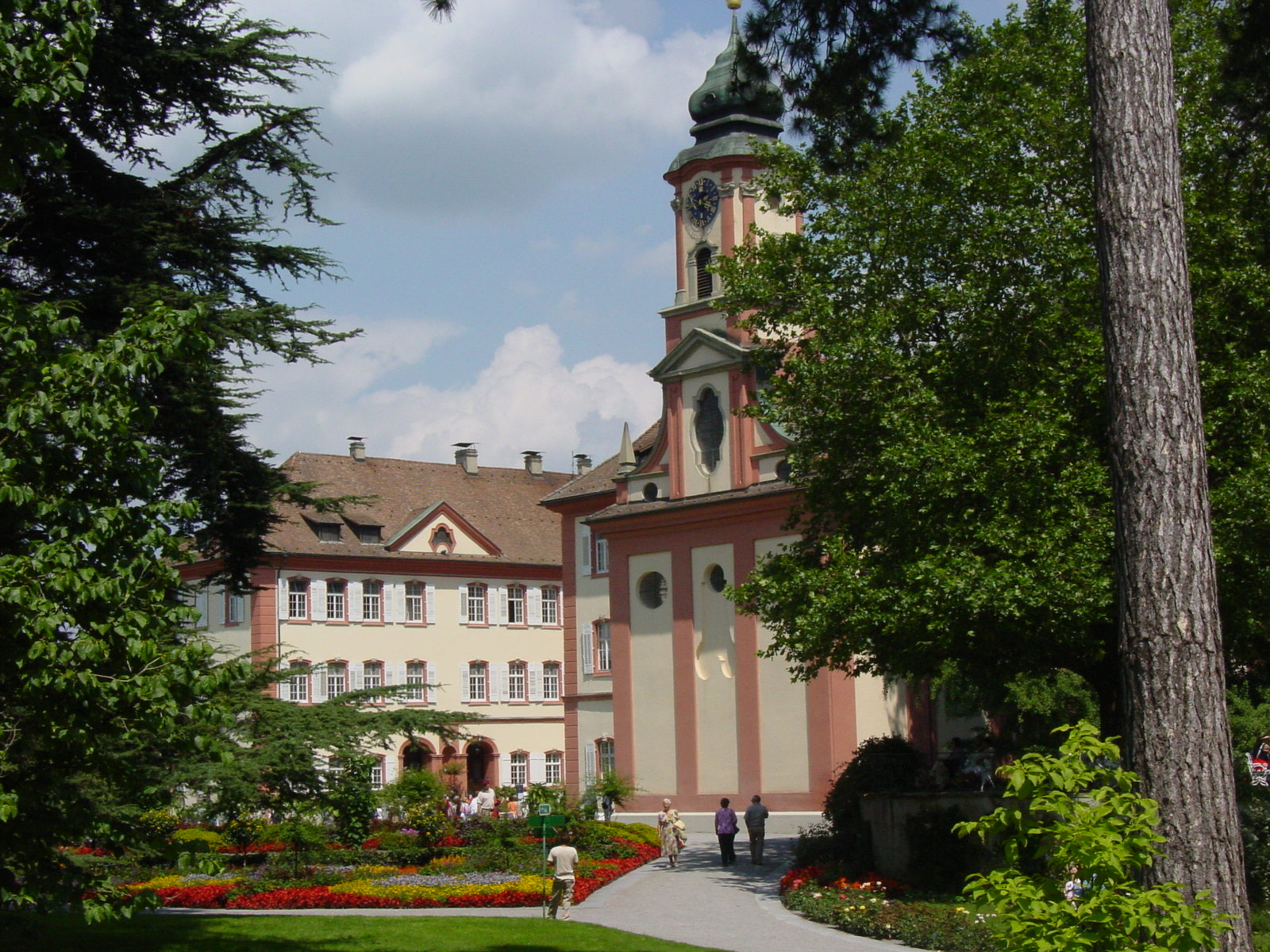
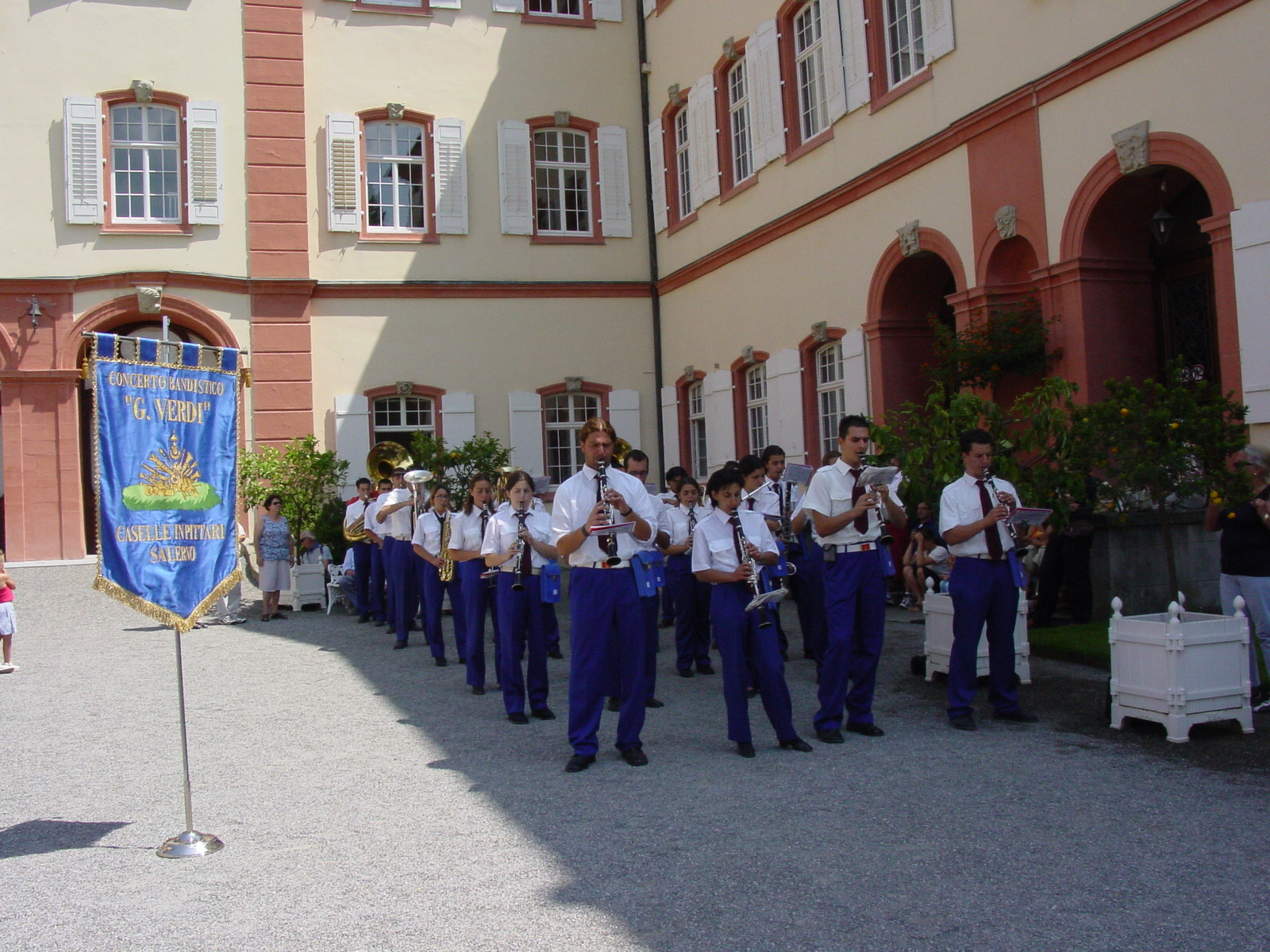
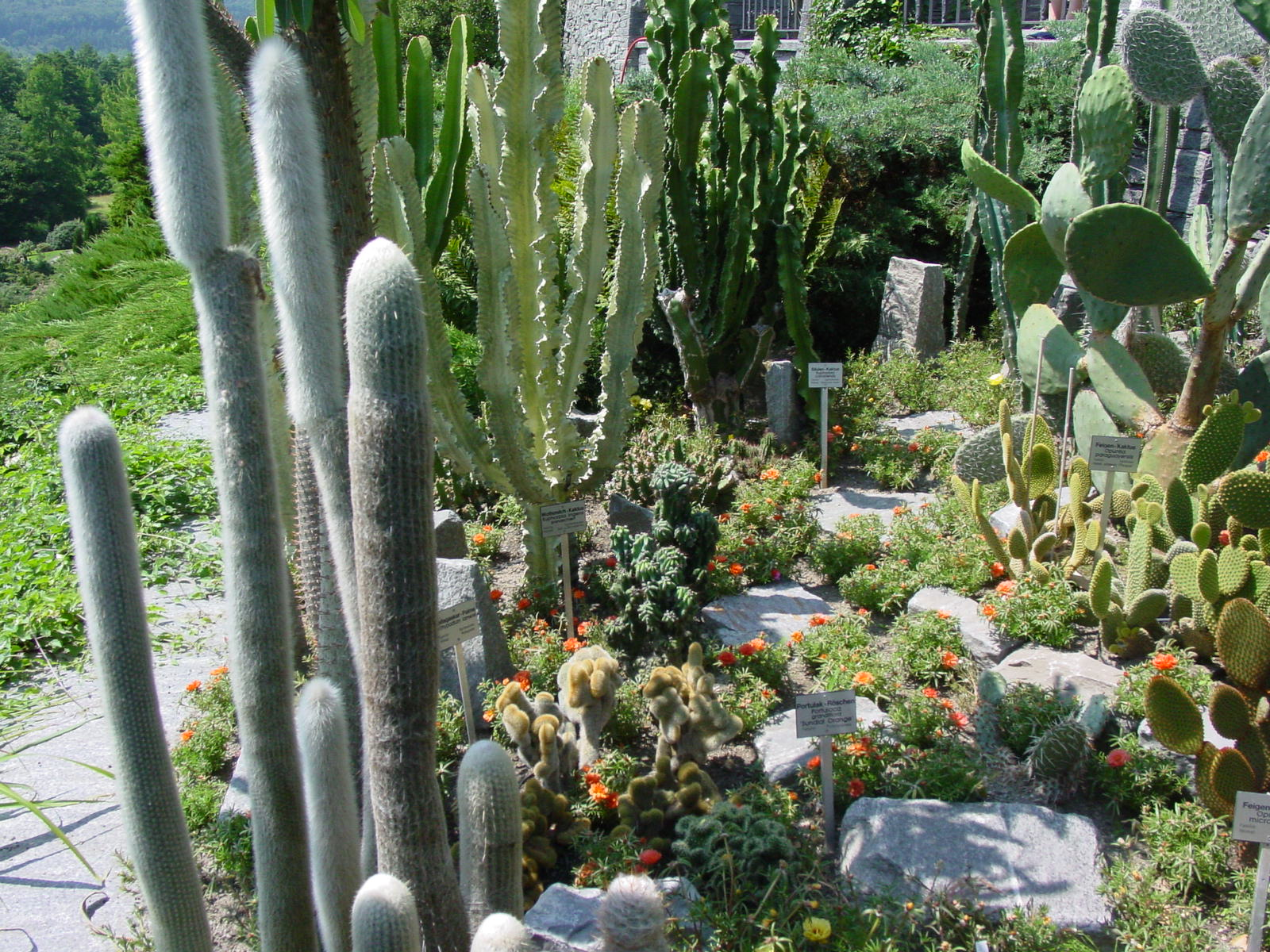